# Indre By (København)
 Denne artikel omhandler Indre By i København. For andre betydninger af Indre By, se Indre By (flertydig).
Indre By er den inderste bydel og hjertet af København med 50.527 (pr. 1. januar 2013) indbyggere. Bydelens areal er 8,98 km2 og befolkningstætheden på 5.627 indbyggere pr. km2. Indre by ligger inden for søerne (Sortedams Sø, Peblinge Sø og Skt. Jørgens Sø) og havneløbet, men bydelen omfatter også Christianshavn, der indtil 1. januar 2007 udgjorde sin egen administrative bydel. Der eksisterer lokaludvalg for både Indre By og Christianshavn. Ca. ni procent af kommunens i alt 667.099 indbyggere  (2025) bor i Indre By.

## Områder i Indre By
I Indre By findes følgende nærområder:
- Frederiksstaden
- Gammelholm
- Metropolzonen
- Middelalderbyen
  - Pisserenden
  - Latinerkvarteret
- Ny-København
  - Kastellet
  - Nyboder
- Slotsholmen
- Nørrevold
- Østervold
- Kartoffelrækkerne

I Christianshavn findes følgende nærområder:
- Christiania
- Nyholm
- Refshaleøen